# Trafalgar (album)
Pour les articles homonymes, voir Trafalgar.
Albums de Bee Gees
2 Years On
(1970) To Whom It May Concern
(1972)
Trafalgar est un album des Bee Gees sorti en 1971 ; leur septième sortie internationale, et leur neuvième en tout. Grâce au succès du single How Can You Mend a Broken Heart? (leur premier n° 1 aux États-Unis), l'album atteint la 34e place du Billboard 200.

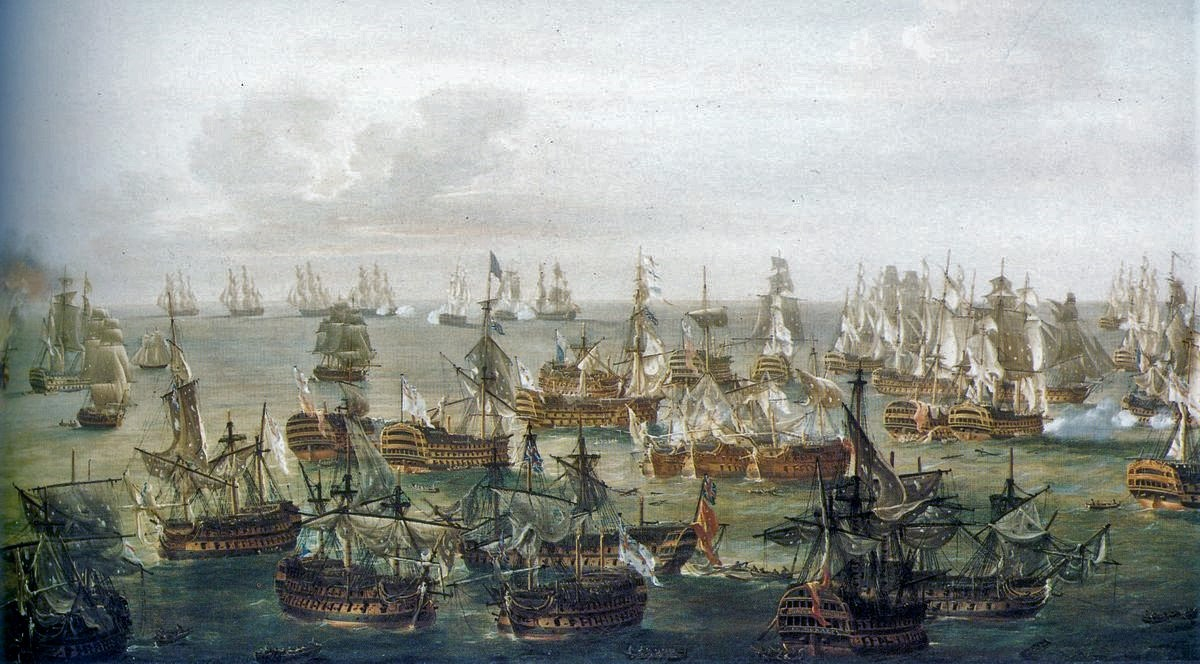
Le tableau de Nicholas Pocock dont est tirée la pochette de l'album.

La pochette de l'album reprend une partie du tableau de Nicholas Pocock dépeignant la situation de la bataille de Trafalgar vers 17 heures, le 21 octobre 1805.

## Titres

### Face 1
1. How Can You Mend a Broken Heart? (Barry Gibb, Robin Gibb) – 3:58
2. Israel (Barry Gibb) – 3:44
3. The Greatest Man in the World (Barry Gibb) – 4:17
4. It's Just the Way (Maurice Gibb) – 2:33
5. Remembering (Barry Gibb, Robin Gibb) – 4:01
6. Somebody Stop the Music (Barry Gibb, Maurice Gibb) – 3:31

### Face 2
1. Trafalgar (Maurice Gibb) – 3:53
2. Don't Wanna Live Inside Myself (Barry Gibb) – 5:24
3. When Do I (Barry Gibb, Robin Gibb) – 3:57
4. Dearest (Barry Gibb, Robin Gibb) – 3:52
5. Lion in Winter (Barry Gibb, Robin Gibb) – 3:59
6. Walking Back to Waterloo (Barry Gibb, Maurice Gibb, Robin Gibb) – 3:51

## Musiciens
- Barry Gibb : chant, guitare
- Robin Gibb : chant
- Maurice Gibb : chant, basse, orgue, piano, mellotron
- Alan Kendall : guitare
- Geoff Bridgford : batterie